# Akira Kobayashi
Pour les articles homonymes, voir Kobayashi.
Akira Kobayashi (小林 旭, KobayashI Akira), né le 3 novembre 1938 à Tokyo, est un acteur et chanteur japonais.  

## Biographie
En 1956, il a signé avec Nikkatsu, il fait ses débuts au cinéma dans Ueru tamashi de Yūzō Kawashima. En 1972, il quitte Nikkatsu et rejoint Tōei. Il tient les premiers rôles dans de nombreux films d'action et de yakuza produits par la Nikkatsu et Tōei.
Il est apparu dans plus de cent cinquante films entre 1956 et 2003, et a réalisé un film, Haru kuru oni en 1989.

### Vie privée
Akira Kobayashi s'est marié à la chanteuse populaire Hibari Misora en 1962, mais le couple divorce deux ans plus tard, en 1964, il s'est ensuite remarié à l'actrice Kyōko Aoyama en 1967.

## Filmographie partielle

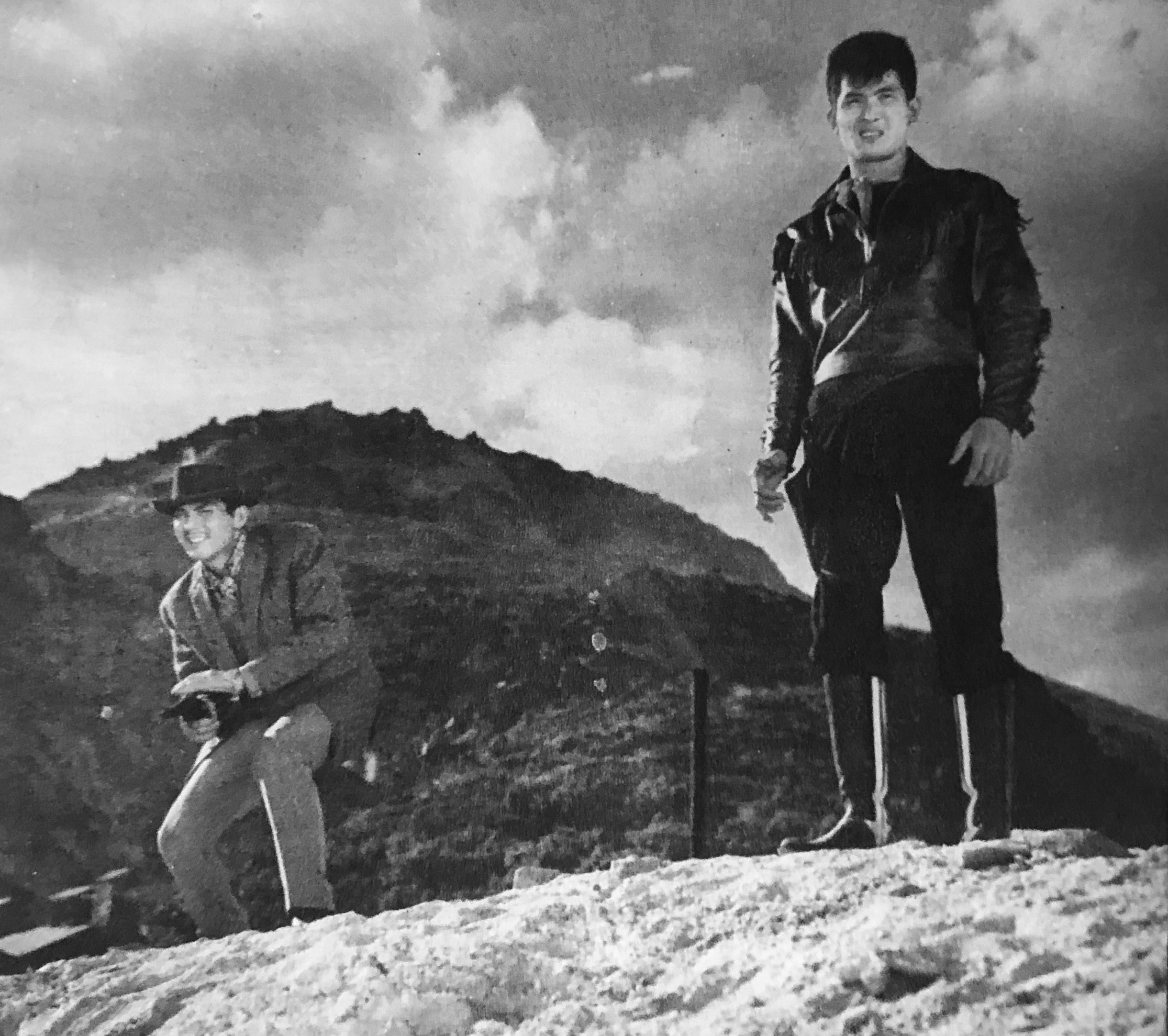
Joe Shishido et Akira Kobayashi dans Daisogen no wataridori (1960).

### Comme acteur

#### Au cinéma
- 1956 : Ueru tamashii (飢える魂?) de Yūzō Kawashima
- 1957 : Chronique du soleil à la fin de l'ère Edo (幕末太陽伝, Bakumatsu taiyōden?) de Yūzō Kawashima
- 1958 : Couteau rouillé (錆びたナイフ, Sabita naifu?) de Toshio Masuda
- 1958 : Le printemps a manqué son pas (踏みはずした春, Fumihazushita haru?) de Seijun Suzuki
- 1958 : Les Seins bleus (青い乳房, Aoi chibusa?) de Seijun Suzuki
- 1958 : L'Homme au milieu du brouillard (霧の中の男, Kiri naka no otoko?) de Koreyoshi Kurahara
- 1959 : Onna o wasurero (女を忘れろ?) de Toshio Masuda
- 1959 : Dynamite ni hi o tsukero (爆薬に火をつけろ?) de Koreyoshi Kurahara
- 1959 : Retour impossible (南国土佐を後にして, Nangoku tosa o ato ni shite?) de Buichi Saitō
- 1959 : Guitar o motta wataridori (ギターを持った渡り鳥?) de Buichi Saitō
- 1960 : Wataridori itsu mata kaeru (渡り鳥いつまた帰る?) de Buichi Saitō
- 1960 : Daisogen no wataridori (大草原の渡り鳥?) de Buichi Saitō
- 1960 : Yakuza no uta (やくざの詩?) de Toshio Masuda
- 1961 : Arashi o tsukkiru jetto-ki (嵐を突っ切るジェット機?) de Koreyoshi Kurahara
- 1962 : Wataridori kokyōe kaeru (渡り鳥故郷へ帰る?) de Yōichi Ushihara
- 1962 : Yume ga ippai abarenbō (夢がいっぱい暴れん坊?) d'Akinori Matsuo
- 1963 : Le Vagabond de Kanto (関東無宿, Kantō de?) de Seijun Suzuki
- 1964 : Les Fleurs et les Vagues (花と怒濤, Hana to dotō?) de Seijun Suzuki
- 1964 : Nous ne verserons pas notre sang (俺たちの血が許さない, Oretachi no chi ga yurusanai?) de Seijun Suzuki
- 1965 : Makao no ryū (マカオの竜?) de Mio Ezaki
- 1966 : Les Tueuses en collants noirs (俺にさわると危ないぜ, Ore ni sawaru to abunaize?) de Yasuharu Hasebe
- 1966 : Kettō (血斗?)  de Toshio Masuda
- 1968 : Shima wa moratta (縄張はもらった?) de Yasuharu Hasebe
- 1969 : Jigoku no hamonjō (地獄の破門状?) de Toshio Masuda
- 1969 : Onna no keisatsu (女の警察?) de Mio Ezaki
- 1969 : The Friendly Killer (昇り竜鉄火肌, Noboriryū tekka hada?) de Teruo Ishii
- 1969 : Yakuza wataridori: Akutō kagyō (やくざ渡り鳥 悪党稼業?) de Mio Ezaki
- 1969 : Daimon: Jigoku no sakazuki (代紋 地獄の盃?) de Akinori Matsuo
- 1969 : Kenka bakuto: Jigoku no hanamichi (喧嘩博徒 地獄の花道?) de Akinori Matsuo
- 1973 : Combat sans code d'honneur 3 : Guerre par procuration (仁義なき戦い 代理戦争, Jingi naki tatakai: Dairi sensō?) de Kinji Fukasaku
- 1974 : Combat sans code d'honneur 4 : Opération au sommet (仁義なき戦い 頂上作戦, Jingi naki tatakai: Chōjō sakusen?) de Kinji Fukasaku
- 1974 : Quartier violent (暴力街, Bōryoku gai?) de Hideo Gosha
- 1974 : Karajishi keisatsu (唐獅子警察?) de Sadao Nakajima
- 1974 : Combat sans code d'honneur 5 : La Partie finale (仁義なき戦い 完結篇, Jingi naki tatakai: Kanketsu-hen?) de Kinji Fukasaku
- 1975 : La Porte de la jeunesse (青春の門, Seishun no mon?) de Kirio Urayama : Goro
- 1976 : The Yakuza Code Still Lives (広島仁義　人質奪回作戦) de Yuji Makiguchi
- 1977 : La Porte de la jeunesse : L'Indépendance (青春の門・自立篇, Seishun no mon: Jiritsu hen?) de Kirio Urayama
- 1982 : Seiha (制覇?) de Sadao Nakajima

#### À la télévision
- 1980 : Tabigarasu jikenchō (旅がらす事件帖?) (série télévisée)
- 1981 : Gennosuke yonaoshichō (幻之介世直し帖?) (série télévisée)
- 1992 : Ryūkyū no kaze (琉球の風?) (série télévisée)

### Comme réalisateur
- 1989 : Haru kuru oni (春来る鬼?)